# وينديل تايلور
وينديل تايلور (بالإنجليزية: Wendell Taylor)‏ هو لاعب كرة قدم أمريكية أمريكي، ولد في 7 أبريل 1899، وتوفي في 6 أكتوبر 1987.